# Ђармата
Ђармата (рум. Giarmata) насеље је у Румунији у округу Тимиш у општини Ђармата. Oпштина се налази на надморској висини од 110 m.

## Прошлост
Према "Румунској енциклопедији" место се помиње 1332. године у вези папских давања. Ту се налазила тврђава коју су Турци заузели 1551. године. Када је ослобођен Банат од Турака 1717. године попис је извршен у два насеља: Велики Ђармат има 36, а Мали Ђармат -  28 кућа. Становници су Срби и Румуни. Насељавање велике група Немаца 1720-1723. године Ђармата се два века имати немачки карактер. Римокатоличку цркву су подигли 1754. година а нови талас колонизације Немаца десио се 1764. године. Око 1770. године Срби и Румуни су принудно исељавани; већина их је населила Кларију, у српском елу Баната.
Аустријски царски ревизор је 1774. године констатовао да место припада Сентандрашком округу, Темишварског дистрикта. У селу је римокатоличка црква а становништво је било немачко.

## Становништво
Према подацима из 2002. године у насељу је живело 5407 становника.

### Попис2002.
| Расподела становништва по националности 2002.‍ | Расподела становништва по националности 2002.‍ | Расподела становништва по националности 2002.‍ | Расподела становништва по националности 2002.‍ | Расподела становништва по националности 2002.‍ |
| --------------------------------------------- | --------------------------------------------- | --------------------------------------------- | --------------------------------------------- | --------------------------------------------- |
|                                               |                                               |                                               |                                               |                                               |
| Румуни                                        | Румуни                                        |                                               | 5.069                                         | 93,8%                                         |
| Мађари                                        | Мађари                                        |                                               | 144                                           | 2,7%                                          |
| Роми                                          | Роми                                          |                                               | 108                                           | 2,0%                                          |
| Украјинци                                     | Украјинци                                     |                                               | 37                                            | 0,7%                                          |
| Немци                                         | Немци                                         |                                               | 23                                            | 0,4%                                          |
| Срби                                          | Срби                                          |                                               | 6                                             | 0,1%                                          |
| Словаци                                       | Словаци                                       |                                               | 10                                            | 0,2%                                          |
| Бугари                                        | Бугари                                        |                                               | 3                                             | 0,1%                                          |
| Пољаци                                        | Пољаци                                        |                                               | 3                                             | 0,1%                                          |

### Хронологија
| Година       | 1992 | 1993 | 1994 | 1995 | 1996 | 1997 | 1998 | 1999 | 2000 | 2001 | 2002 | 2003 | 2004 | 2005 | 2006 | 2007 | 2008 | 2009 | 2010 | 2011 | 2012 | 2013 | 2014 | 2015 | 2016 | 2017 |
| ------------ | ---- | ---- | ---- | ---- | ---- | ---- | ---- | ---- | ---- | ---- | ---- | ---- | ---- | ---- | ---- | ---- | ---- | ---- | ---- | ---- | ---- | ---- | ---- | ---- | ---- | ---- |
| Становништво | 5050 | 5223 | 5299 | 5309 | 5336 | 5371 | 5448 | 5436 | 5483 | 5548 | 5563 | 5655 | 5775 | 5876 | 5967 | 6134 | 6289 | 6415 | 6553 | 6686 | 6797 | 6949 | 7034 | 7161 | 7265 | 7404 |